# Запуста (Нижньосілезьке воєводство)
Запуста (пол. Zapusta) — село в Польщі, у гміні Ольшина Любанського повіту Нижньосілезького воєводства.
Населення — 83 особи (2011).
У 1975-1998 роках село належало до Єленьоґурського воєводства.

## Демографія
Демографічна структура станом на 31 березня 2011 року:
|          | Загалом | Допрацездатний вік | Працездатний вік | Постпрацездатний вік |
| -------- | ------- | ------------------ | ---------------- | -------------------- |
| Чоловіки | 39      | 3                  | 33               | 3                    |
| Жінки    | 44      | 9                  | 26               | 9                    |
| Разом    | 83      | 12                 | 59               | 12                   |